# Mike Hauptmeijer
Mike Hauptmeijer (Dalfsen, 18 maart 1997) is een Nederlands voetballer die dienstdoet als doelman. Sinds de zomer van 2025 komt hij uit voor het Indonesische Bali United FC.

## Carrière
Hauptmeijer kwam in de jeugd uit voor VV Lemelerveld en PEC Zwolle. Hij sloot zich op 9-jarige leeftijd aan bij de club uit Zwolle. Tien jaar later maakte hij voor het eerst deel uit van de hoofdselectie. Sinds 2016 speelt hij zijn wedstrijden voor het tweede elftal en sluit hij aan als derde doelman bij de wedstrijdselectie. Op 3 februari 2018 werd hij door de schorsing van Diederik Boer doorgeschoven naar tweede doelman. Diezelfde wedstrijd maakte hij zijn debuut door een rode kaart van Mickey van der Hart. In de 42e minuut verving hij Terell Ondaan. Hij kon echter niet voorkomen dat de uitwedstrijd tegen PSV verloren ging met 4–0. Hauptmeijer heeft meermaals op de bank gezeten bij Nederland onder 15 en Nederland onder 20. In januari 2019 werd hij voor de rest van het seizoen uitgeleend aan Achilles '29. Met Achilles '29 degradeerde hij uit de Derde divisie. In de zomer van 2025 vertrok hij transfervrij bij de club. Na 16 seizoenen in Zwolle vertrok hij naar Bali United FC.

## Clubstatistieken
| Seizoen                    | Club            | Competitie      | Competitie | Competitie | Beker | Beker | Internationaal | Internationaal | Overig | Overig | Totaal | Totaal |
| Seizoen                    | Club            | Competitie      | Wed.       | Dlp.       | Wed.  | Dlp.  | Wed.           | Dlp.           | Wed.   | Dlp.   | Wed.   | Dlp.   |
| -------------------------- | --------------- | --------------- | ---------- | ---------- | ----- | ----- | -------------- | -------------- | ------ | ------ | ------ | ------ |
| 2016/17                    | PEC Zwolle      | Eredivisie      | 0          | 0          | 0     | 0     | –              | –              | 0      | 0      | 0      | 0      |
| 2017/18                    | PEC Zwolle      | Eredivisie      | 1          | 0          | 0     | 0     | –              | –              | 0      | 0      | 1      | 0      |
| 2018/19                    | PEC Zwolle      | Eredivisie      | 0          | 0          | 0     | 0     | –              | –              | 0      | 0      | 0      | 0      |
| 2018/19                    | → Achilles '29  | Derde divisie   | 15         | 0          | 0     | 0     | –              | –              | 0      | 0      | 15     | 0      |
| 2019/20                    | PEC Zwolle      | Eredivisie      | 0          | 0          | 0     | 0     | –              | –              | 0      | 0      | 0      | 0      |
| 2020/21                    | PEC Zwolle      | Eredivisie      | 0          | 0          | 0     | 0     | –              | –              | 0      | 0      | 0      | 0      |
| 2021/22                    | PEC Zwolle      | Eredivisie      | 0          | 0          | 0     | 0     | –              | –              | 0      | 0      | 0      | 0      |
| 2022/23                    | PEC Zwolle      | Eerste divisie  | 2          | 0          | 2     | 0     | –              | –              | 0      | 0      | 4      | 0      |
| 2023/24                    | PEC Zwolle      | Eredivisie      | 2          | 0          | 1     | 0     | –              | –              | 0      | 0      | 3      | 0      |
| 2024/25                    | PEC Zwolle      | Eredivisie      | 4          | 0          | 0     | 0     | –              | –              | 0      | 0      | 4      | 0      |
| 2025/26                    | Bali United FC  | Liga 1          | 0          | 0          | 0     | 0     | –              | –              | 0      | 0      | 0      | 0      |
| Carrière totaal            | Carrière totaal | Carrière totaal | 24         | 0          | 3     | 0     | 0              | 0              | 0      | 0      | 27     | 0      |
| Bijgewerkt tot 1 juli 2025 |                 |                 |            |            |       |       |                |                |        |        |        |        |